# Hrísztosz Zormbász
Hrísztosz Zormbász (görög nyelv: Χρήστος Ζορμπας) (? – ?) olimpiai ezüstérmes görög vívó.
Az Athénban rendezett 1906. évi nyári olimpiai játékokon indult öt vívószámban. Kardvívásban, háromtalálatos kardvívásban, tőrvívásban és párbajtőrvívásban helyezés nélkül zárt. Csapat párbajvívásban a 4. lettek. Csapat kardvívásban a németektől kaptak ki, így ezüstérmesek lettek. Ezt az olimpiát később az Nemzetközi Olimpiai Bizottság nem hivatalossá nyilvánította.